# Грей, Артур, 14-й барон Грей из Уилтона
Артур де Грей (англ. Arthur de Grey; 1536 — 14 октября 1593) — английский аристократ, 14-й барон Грей из Уилтона с 1562 года, кавалер ордена Подвязки. Участвовал в войнах с Францией и Шотландией, в 1580—1582 годах был лордом-наместником Ирландии.

## Биография
Артур де Грей принадлежал к знатному семейству, представители которого владели землями в Уилтшире и с XIII века вызывались в парламент как лорды. Он был единственным сыном Уильяма де Грея, 13-го барона Грея из Уилтона, и его жены Мэри Сомерсет. В 1557 году Грей сражался с французами при Сен-Кантене, в 1558 году участвовал в обороне Гина, комендантом которого был его отец. Гин пришлось сдать, и Артур написал об обороне большой отчёт, который впоследствии Рафаэль Холиншед включил в свою «Хронику». Пробыв недолгое время в плену, Грей вернулся в Англию, где собрал выкуп за отца (ему пришлось, в частности, продать главную семейную резиденцию Уилтон). В 1560 году он участвовал в шотландском походе, был ранен при осаде Лейта.
После смерти отца в декабре 1562 года Артур унаследовал баронский титул и семейные владения, значительно уменьшившиеся после сбора выкупа. Он поселился в поместье Уэддон в Бакингемшире и посвятил себя обязанностям главного судьи графства. При этом особое рвение барон проявлял в отстаивании интересов протестантизма. Несколько раз у него гостила королева Елизавета I. В 1571 году Грею предложили пост лорда-наместника Ирландии, но эта должность была крайне затратной, и барон даже заболел от такой перспективы. В итоге вместо него был назначен сэр Уильям Фицуильям.
17 июня 1572 года Грей стал кавалером ордена Подвязки. В следующем году он был вовлечен в конфликт с сэром Джоном Фортескью, по-видимому, из-за своего назначения хранителем Уэддон-Чейза и управляющим Олни-парком. Фортескью утверждал, что сэр Артур и Джон ла Зуш на него напали. Вскоре после этого барон оказался во Флитской тюрьме, где пробыл несколько месяцев, упорно отказываясь подписать какой-то документ. Об исходе дела ничего не известно, но уже в 1574 году барон был в числе лордов, судивших Томаса Говарда, 4-го герцога Норфолка, и приговоривших его к смерти.
В июле 1580 года Грей стал лордом-наместником Ирландии. Остров тогда был охвачен восстанием, и королева сочла необходимым просить барона не проявлять религиозное рвение, чтобы не ухудшать и без того тяжёлую обстановку. Тот с большой энергией подавлял волнения в разных графствах, боролся с заговорщиками, старался укрепить связи короны с отдельными аристократическими семействами. Ему удалось добиться заметных успехов, но до полной стабилизации было ещё очень далеко; между тем королева настаивала на максимально мирной политике и одобрила сокращение ирландской армии до трёх тысяч человек, что было воспринято лордом-наместником с нескрываемым раздражением. В письме Томасу Рэдклиффу, 3-му графу Сассексу, барон сожалел о судьбе, которая отправила его в «это несчастливое место». Он регулярно просил Елизавету найти ему преемника, и летом 1582 года добился своего.
Сэр Артур снова поселился в Уэддоне, где провёл свои последние годы. В 1586 году королева хотела отправить его в Нидерланды на помощь графу Лестеру, воевавшему с испанцами, и даже предложила выплатить часть его долгов. Переговоры велись около года, барон уже собрался ехать, когда Лестер внезапно вернулся в Англию. Грей был одним из уполномоченных по делу Марии, королевы Шотландии, в 1587 году участвовал в суде над секретарём Уильямом Дэвисоном и произнёс смелую речь в его защиту. В ожидании «Непобедимой армады» барон собирал ополчение в Хартфордшире. Он умер 14 октября 1593 года в возрасте 57 лет и был похоронен в Уэддоне.

## Семья
Артур Грей был дважды женат. Его первой женой стала Доротея ла Зуш, внебрачная дочь Ричарда ла Зуша, 9-го барона Зуша из Харингуорта, родившая дочь Элизабет (впоследствии жену сэра Фрэнсиса Гардинера). Вторым браком барон женился на Джейн Сибилле Моррисон, дочери сэра Ричарда Моррисона, вдове Генри Рассела, барона Рассела. Она родила сына Томаса, ставшего 15-м бароном Греем из Уилтона, и дочь Бриджет, вышедшую за сэра Роланда Эгертона.